# Belchertown
Belchertown (anciennement connue sous les noms de Cold Spring et de Belcher's Town) est une ville située dans le Comté de Hampshire dans le Massachusetts aux États-Unis. Avec une population de 12 968 en 2000, elle appartient à la zone statistique de la métropole de la ville de Springfield. Elle accueille la Belchertown High School tandis que la tristement célèbre Belchertown State School, une institution traitant les problèmes mentaux est fermée depuis 1992.

## Histoire
Belchertown a été fondée en 1731 et a été officiellement incorporée en 1761.
En 1816, des parties de Belchertown furent attachées à la ville voisine de Greenwich pour former Enfield.  En 1938, Enfield et Greenwich furent deux des quatre villes à être désincorporée dans l'optique de construire le Quabbin Reservoir. Au même moment, des parties d'Enfield furent à nouveau fusionnées à Belchertown.

## Géographie
Selon l'United States Census Bureau, la ville à une superficie de 143,4 km2 dont 136,6 km2 de terres fermes et 6,8 km2 d'étendues d'eau. Les hameaux voisins se nomment Bardwell, Barrett's Junction, Bay Road, Belchertown Center, Blue Meadow, Chestnut Hill, Dana Woods, Dwight, East Hill, Federal, Franklin, Holyoke, Lakeville, Laurel, Liberty, Lord Jeff, Mallard Estates, Mill Valley, Pansy Park, Slab City, South Belchertown, Turkey Hill, Tylerville, Washington, West Hill.

## Démographie
Selon le recensement de 2000, sur les 12 968 habitants, on retrouvait 4 886 ménages et 3 517 familles dans la ville. La densité de population était de 246 habitants par km² et la densité d’habitations (5 050 au total) était de 37 habitations par km². La population était composée de 96,14 % de blancs, 0,19 % d’amérindiens et de 0,81 %  d’afro-américains.
38,8 % des ménages avaient des enfants de moins de 18 ans, 36,7 % étaient des couples mariés. 27,3 % de la population avait moins de 18 ans, 7,1 % entre 18 et 24 ans, 33,3 % entre 25 et 44 ans, 23,6 % entre 45 et 64 ans et 8,8 % au-dessus de 65 ans. L’âge moyen était de 36 ans. La proportion de femmes était de 100 pour 92 hommes.
Le revenu moyen d’un ménage était de 52 467 $.

## Sites d'intérêt
- Broad Brook Canal
- Quabbin Reservoir
- Stone House Museum
- Lake Metacomet
- Town Beach (Lake Arcadia)
- Belchertown Firefighters Museum
- Swift River Playground
- Belchertown State School
- Skettersville Pond
- Swift River
- Clapp Memorial Library

## Résidents célèbres
- Porter Rockwell, garde du corps du prophètemormon Joseph Smith est né à Belchertown le 28 juin 1812;
- Raymond Kennedy, écrivain qui passa son enfance dans la ville durant les années 1930.